# Vittorio Pozzo
Vittorio Pozzo (phát âm tiếng Ý: [vitˈtɔrjo ˈpottso]; (sinh ngày 2 tháng 3 năm 1886 tại Turin, Italia - mất ngày 21 tháng 12 năm 1968 tại Ponderano, Italia) là một huấn luyện viên bóng đá người Ý đã dẫn dắt Italia tới 2 chức vô địch thế giới (1934, 1938), 2 chức vô địch giải vô địch bóng đá Trung Âu mở rộng (1930, 1935), một Huy chương Vàng Olympic (1936) và một Huy chương Đồng Olympic (1928). Đội tuyển Italia dưới sự dẫn dắt của ông cũng đã trải qua giai đoạn bất bại kéo dài 5 năm từ tháng 12 năm 1934 tới năm 1939. Pozzo cũng là người đã sáng tạo ra chiến thuật Metodo nổi tiếng và cho tới nay là huấn luyện viên duy nhất hai lần vô địch thế giới.

## Danh Hiệu
Italy
- FIFA World Cup:
  - 19341938
- Central European International Cup: 1927–30, 1930–1935
- Bóng đá nam tại Olympic:
  -  1936